# Грачёва, Зинаида Иольевна
Зинаида Иольевна Грачёва (в замужестве Верина; 27 августа 1926 года, деревня Шемякино, Костромской уезд — 8 апреля 2005 года, село Петрилово, Костромской район) — передовик советского сельского хозяйства, бригадир фермы колхоза «Пятилетка» Костромского района Костромской области. Герой Социалистического Труда.

## Биография
Зинаида Грачёва родилась 27 августа 1926 года в деревне Шемякино Костромского уезда (ныне Костромской район Костромской области) в крестьянской семье. В 1941 году окончила семилетнюю школу и поступила в Костромской торговый техникум. После начала Великой Отечественной войны и гибели отца Иолия Ивановича Грачёва, председателя колхоза «Пятилетка» Сухоноговского сельсовета (ныне Чернопенское сельское поселение), была вынуждена прервать обучение.
Зинаида устроилась на работу в «Пятилетку» птичницей, позднее стала ухаживать за телятами костромской породы. В 1946 году была назначена бригадиром животноводов. В 1948 году её бригада получила от 16 коров по 5889 килограммов молока с содержанием 224 килограмма молочного жира в среднем от коровы за год. 4 июля 1949 года указом Президиума Верховного Совета СССР за получение высокой продуктивности животноводства Зинаиде Иольевне Грачёвой присвоено звание Героя Социалистического Труда с вручением ордена Ленина и золотой медали «Серп и Молот».
В 1949 году бригада Зинаиды Грачёвой годовой план прироста поголовья скота на ферме перевыполнила более чем на 80 %, от 32 коров было получено 5067 килограммов молока с содержанием 199 килограмма молочного жира в среднем от коровы за год. 16 августа 1950 года по итогам выполнения плана 1949 года она была награждена орденом Ленина.
В 1954 году вышла замуж, взяв фамилию мужа Верина. Молочно-товарная ферма колхоза «Пятилетка» была одной из лучших в Костромском районе. В марте 1960 года за достигнутые успехи её бригаде было присвоено звание «бригада коммунистического труда». В 1962 году Зинаида Верина перешла на работу счетоводом-кассиром колхоза, а в 1975 году вышла на пенсию.
Скончалась 8 апреля 2005 года и была похоронена в селе Петрилово.

## Награды
- Орден Ленина (4.07.1949 и 16.08.1950);
- Медаль «Серп и Молот» (4.07.1949);
- иные медали.